# Corey Cogdell
Corey Cogdell (Palmer (Alasca), 2 de setembro de 1986) é uma atiradora olímpica estadunidense, medalhista olímpica.

## Carreira
Corey Cogdell representou os Estados Unidos nas Olimpíadas de 2008, 2012 e 2016.
Conquistou a medalha de bronze em Pequim 2008 e repetiu o feito
na fossa olímpica em 2016.